# Graciana de Barrenechea
Pour les articles homonymes, voir Barrenechea.
 (février 2020).
Si vous disposez d'ouvrages ou d'articles de référence ou si vous connaissez des sites web de qualité traitant du thème abordé ici, merci de compléter l'article en donnant les références utiles à sa vérifiabilité et en les liant à la section « Notes et références ».
Graciana de Barrenechea, dont le nom signifie en basque « maison en bas du village », est une jeune femme originaire du royaume de Navarre, condamnée lors du procès de sorcellerie du Pays basque du XVIIe siècle.

## Biographie

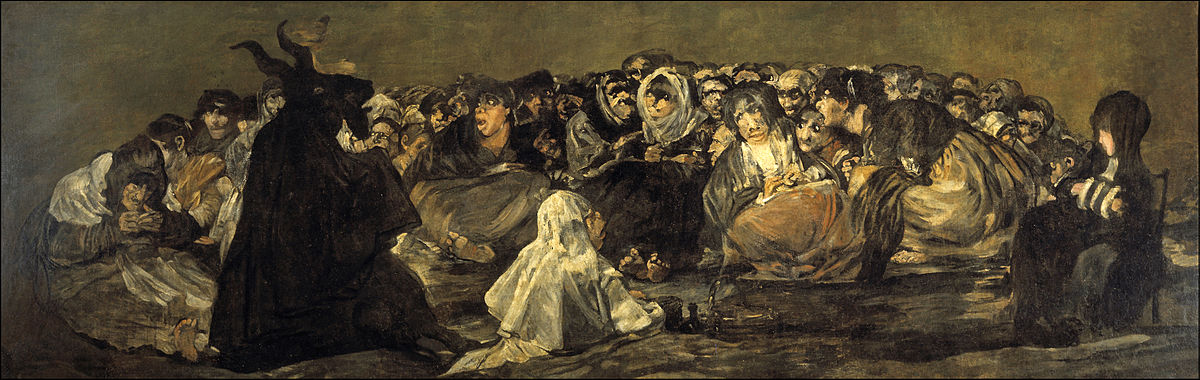
Francisco de Goya, Akelarre

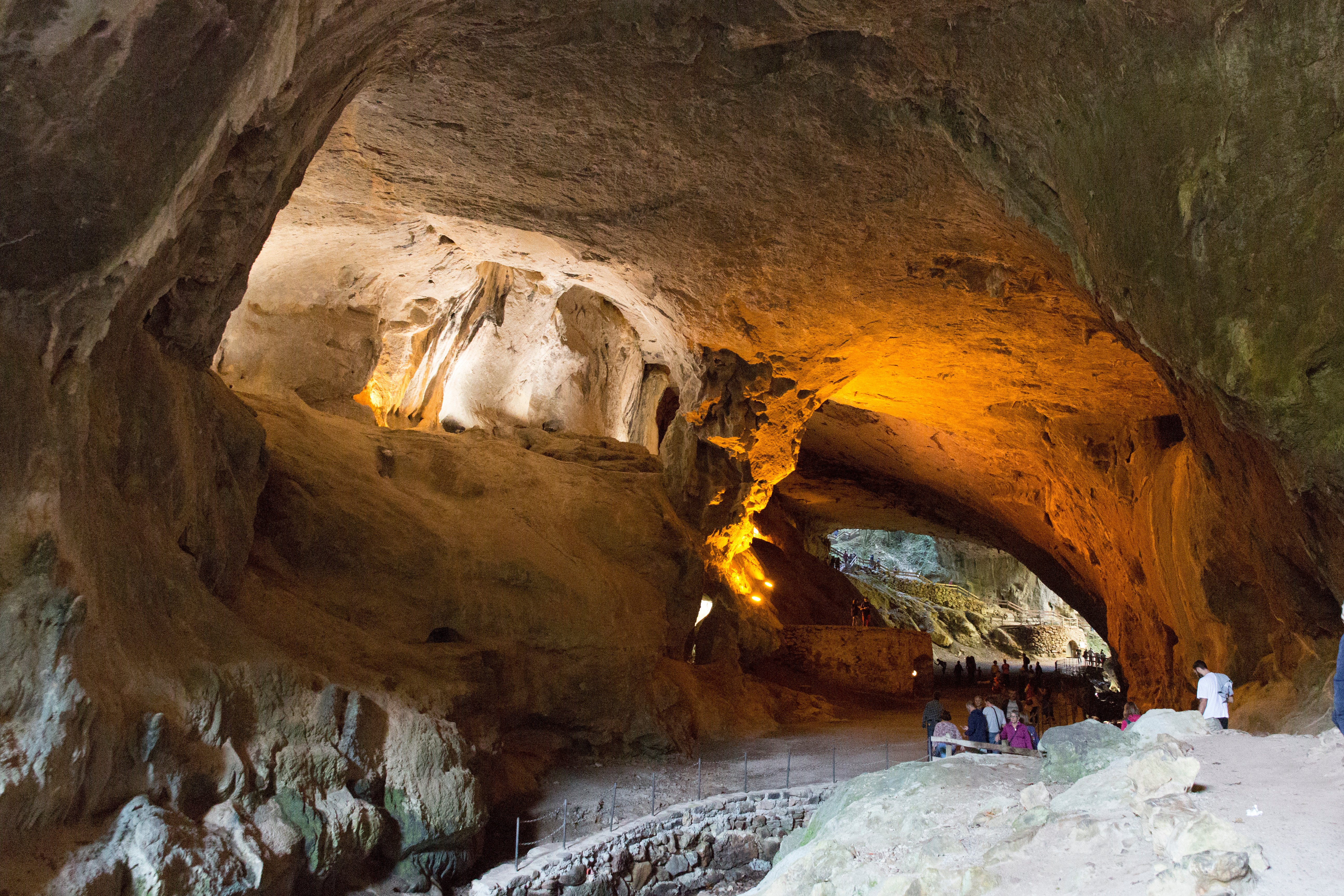
Grotte de Zugarramurdi

Graciana de Barrenechea est une sorgina originaire du village de Zugarramurdi, dans le royaume de Navarre. Elle est décrite comme une femme mystique aux cheveux d'ébène et aux yeux de rubis.
Bien qu'elle passe inaperçue dans la vie de tous les jours, Graciana mène la traque aux crapauds dans les demeures de Zugarramurdi et se déclare comme reine de l'akelarre. Maîtresse de cérémonie, elle y est accompagnée de son gendre, Joanes de Goiburu, joueur de txistu, et de Joanes de Sansinena, joueur de pandero.
En 1609, Graciana se fait arrêter pour sorcellerie puis, elle est envoyée aux cachots de Logroño. Elle y trouve la mort en 1610.

## Les akelarreak
Akelarre (du basque aker : « bouc » et larre : « lande ») désigne un lieu de la mythologie basque où les sorginak se réunissent pour célébrer des rites et prêter assistance à la déesse Mari dans sa lutte de donner un visage au mensonge. Selon la légende, on donne au rite le nom du lieu où il se célèbre, Akelarre étant le nom du pré situé devant la grotte de Zugarramurdi.
D'un point de vue anthropologique, les akelarreak du Pays basque sont un mélange de rites païens célébrés clandestinement car ils ne sont pas autorisés par les autorités religieuses de l'époque, dont l'Inquisition espagnole. 
Chaque nuit, du vendredi au samedi, sont organisés des akelarreak, lieux de réunion où se réunissent les sorginak afin de célébrer des rites magico-érotiques. Lors de ces réunions, les sorcières vénèrent l’akerbeltz, un bouc noir associé au culte de Satan, dans le but d'obtenir des richesses et des pouvoirs. Graciana est désignée reine du clan lors de chaque rites dans la grotte de Zugarramurdi. Fréquemment, les femmes sont les maîtresses de cérémonie et animent les réunions pendant que certains hommes les accompagnent en musique.

## Le procès de sorcellerie au Pays basque

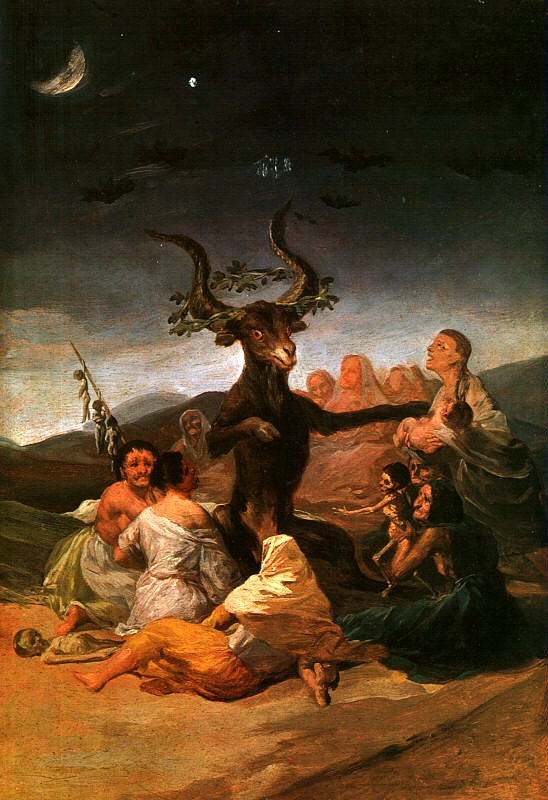
Francisco de Goya, El aquelarre (1798)

Le procès de sorcellerie au Pays basque est la plus grande action de l'Inquisition menée au XVIIe siècle. Dès 1609, à Logroño, le procès s'ouvre en écho aux persécutions similaires menées en Labourd (Lapurdi en basque, Labord en occitan) par Pierre de Lancre. Au total, plus de 7 000 cas seront examinés.
Tout commence par le retour de María de Ximildegui à Zugarramurdi, après quelques années passées en France. Elle affirme avoir participé à des sabbats avant de retrouver la raison et le chemin de l'Église. Elle en fait de même pour les sabbats de la grotte de Zugarramurdi et donne un premier nom : Maria de Jaurategia. Un deuxième nom tombe, Maria Txipia Barrenechea (la tante de Graciana) et débute alors, une vague de dénonciations dramatiques.
Au fur et à mesure, les accusations deviennent plus que grotesques : rencontre avec l'akerbeltz, orgies en présence d'enfants, meurtres, tempêtes en mer, malédictions contre les champs et les animaux ou bien encore, relations sexuelles avec le diable.
Les 7 et 8 décembre 1610, un autodafé s'organise devant 30 000 spectateurs contre 31 condamnés. Parmi eux, 6 sont conduits au bûcher et 5 autres le subissent symboliquement puisqu'ils ont déjà péri dans les cachots. Des procédures continuent d'être lancées dans les pré-supposés foyers de sorcellerie avant d'être finalement suspendues, le temps que les inquisiteurs rassemblent les preuves.
L'enquête est menée par l'avocat Alonso de Salazar y Frías, également pourvu d'un « décret de grâce » qui l'habilite à promettre le pardon à tout repenti qui dénonce ses complices. Tout au long de son enquête, il parvient à récupérer plus de 1 800 aveux, impliquant près de 5.000 suspects et ce, à travers 11.000 pages de procédure. Cependant, la plupart des délateurs finissent par se rétracter et seulement 6 personnes affirment véritablement avoir participé à des sabbats.

## Le dénouement
Au Pays basque, et comme dans beaucoup d'autres régions d'Europe, les guérisseurs et les sages-femmes ont joué un rôle important mais cependant suspect aux yeux de l'Église catholique et des autorités. Les prétendus sabbats et akelarreak n'étaient sûrement que de simples réunions festives organisées à l'écart des autorités civiles et religieuses.
De plus, le Pays basque est une région où anciennement, les hommes étaient enrôlés en masse pour la chasse à la baleine basque vers le Labrador et l'Islande. Ces réunions festives pouvaient donc être l'exutoire de femmes assumant seules la charge des enfants, des personnes âgées et des religieux.

## Dans la culture populaire
La grotte de Zugarramurdi est utilisée pour le tournage des Sorcières de Zugarramurdi, un film d'Álex de la Iglesia mettant en scène une partie des sabbats. Graciana Barrenetxea est jouée par l'actrice Carmen Maura (VF : Françoise Vallon).